# Campionat d'Europa de bàsquet 3x3 masculí
|  | Aquest article és sobre la competició masculina. Per a la competició femenina, vegeu Campionat d'Europa de bàsquet 3x3 femení |

El Campionat d'Europa de bàsquet 3x3 masculí (oficialment en anglès: 3x3 European Championships) és una competició esportiva de bàsquet 3x3 a nivell europeu. De caràcter anual, és organitzat per FIBA Europa i es celebra des del 2014. Hi participen dotze seleccions nacionals agrupades en quatre grups de tres equips cadascun. Disputen una primera fase en format de lligueta i es classifiquen els dos primers classificats de cadascun dels grups. La fase final es disputa en format d'eliminació directa amb quarts de final, semifinal i final. El guanyador del torneig és declarat campió d'Europa i té dret a participar al Campionat del Món i als Jocs Olímpics.
La competició segueix les regles de basquetbol en la modalitat de 3x3, destacant les dimensions de la pista (15x11 m), la duració del partit (10 min.) i la puntuació fins a 21 punts. Cada selecció competeix amb tres jugadors més un de reserva.

## Historial
| En negreta = Selecció campiona |

| I   | 2014 | Romania   | 19–16 | Eslovènia | Lituània      | 21–18 | Grècia   | Bucarest  |       |
| II  | 2016 | Eslovènia | 19–17 | Sèrbia    | Països Baixos | 22–16 | Rússia   | Bucarest  |       |
| III | 2017 | Letònia   | 16–13 | Eslovènia | Ucraïna       | 20–18 | Sèrbia   | Amsterdam |       |
| IV  | 2018 | Sèrbia    | 19–18 | Letònia   | Eslovènia     | 21–15 | Rússia   | Bucarest  |       |
| V   | 2019 | Sèrbia    | 21–18 | França    | Lituània      | 21–18 | Espanya  | Debrecen  |       |
| VI  | 2021 | Sèrbia    | 20–14 | Lituània  | Polònia       | 19–18 | Rússia   | París     | [ 3 ] |
| VII | 2022 | Sèrbia    | 21–14 | Letònia   | Països Baixos | 21–10 | Lituània | Graz      |       |
| VII | 2023 | Sèrbia    | 22–20 | Lituània  | Letònia       | 22–19 | França   | Jerusalem | [ 4 ] |